# Retrospektivt collage
Retrospektivt collage är ett samlingsalbum av Magnus Uggla, utgivet i december 1985. Det placerade sig som högst på tionde plats på den svenska albumlistan. Albumet återutgavs 1998 på CD. Albumet producerades av Anders ”Henkan” Henriksson och Uggla. 

## Låtlista
1. "Varning på stan"
2. "Centrumhets"
3. "IQ"
4. "Trendit, trendit"
5. "Mälarö kyrka"
6. "Hallå"
7. "Johnny the Rocker"
8. "Sommartid"
9. "Hand i hand"
10. "Skandal bjotis"
11. "Vittring"
12. "Jag skiter"
13. "Jag vill inte gå hit"
14. "Ge livet en chans"
15. "Asfaltbarn"
16. "Astrologen"
17. "Retrospektivt collage"

Första upplagan av LP:n hade bonuslåtarna "Retrospektivt collage (short version)" och "Retrospektivt collage (different mix)".

## Listplaceringar
| Lista (1986, 1998, 2011) | Position |
| ------------------------ | -------- |
| Sverige                  | 10       |

### Fotnoter
1. ↑  ”Magnus Uggla - Retrospektivt Collage 1975-85” (på engelska). Discogs. https://www.discogs.com/Magnus-Uggla-Retrospektivt-Collage-1975-85/release/14155573. Läst 21 december 2020.
2. ↑  Listplacering